# Hershey (Nebraska)
Hershey es una villa ubicada en el condado de Lincoln en el estado estadounidense de Nebraska. En el Censo de 2010 tenía una población de 665 habitantes y una densidad poblacional de 420,23 personas por km².

## Geografía
Hershey se encuentra ubicada en las coordenadas 41°9′37″N 101°0′2″O / 41.16028, -101.00056. Según la Oficina del Censo de los Estados Unidos, Hershey tiene una superficie total de 1.58 km², de la cual 1.58 km² corresponden a tierra firme y (0%) 0 km² es agua.

## Demografía
Según el censo de 2010, había 665 personas residiendo en Hershey. La densidad de población era de 420,23 hab./km². De los 665 habitantes, Hershey estaba compuesto por el 90.53% blancos, el 0.3% eran afroamericanos, el 0.75% eran amerindios, el 0.3% eran asiáticos, el 0% eran isleños del Pacífico, el 5.56% eran de otras razas y el 2.56% pertenecían a dos o más razas. Del total de la población el 8.87% eran hispanos o latinos de cualquier raza.